# تام پترسون (دوچرخه‌سوار)
تام پترسون (اسپانیایی: Tom Peterson‎؛ زادهٔ ۲۴ دسامبر ۱۹۸۶) دوچرخه‌سوار اهل ایالات متحده آمریکا است. وی در مسابقات جیرو دیتالیا شرکت کرده است.